# Rue Henri-Michaux
La rue Henri-Michaux est une voie du 13e arrondissement de Paris, en France.

## Situation et accès
La rue Henri-Michaux est une voie publique située dans le 13e arrondissement de Paris. Elle débute au 25, rue Vandrezanne et se termine au 32, rue du Moulinet.

## Origine du nom
Elle porte le nom du poète et peintre français Henri Michaux (1899-1984).

## Historique
La voie est créée dans le cadre de l'aménagement de l'îlot Moulinet-Vandrezanne sous le nom provisoire de « voie CY/13 » et prend sa dénomination actuelle le 23 août 1995.